# Bombflygplan
Bombflygplan (militärförkortning: bfpl, prefix: B, vardagligt: bombplan, bombare) är en typ av stridsflygplan som är konstruerat för att primärt bära och bruka flygbomber som attackmetod. Bomberna bärs antingen internt eller externt och varierar i storlek och mängd beroende på bärare och uppdrag. Interna bomber sitter i ett så kallat bombrum medan externa bomber sitter på så kallade bombbalkar. Bombplan används generellt för att bomba mål bortom fronten (strategiska mål) till skillnad från attackflygplan som generellt bombar mål vid fronten som en form av understöd. Bombplanen eskorteras vanligen av jaktflygplan då de är lätta mål att skjuta ner.
I modern tid har större delen av bombflygplanstyper blivit ersatta av attackflygplan och enhetsflygplan eftersom dessa kan utföra majoriteten av möjliga bombuppdrag. De enda klassiska typerna av bombflygplan som finns kvar är strategiska bombflygplan och havsövervakningsflygplan. Havsövervakningsplan med sin långsamma marschhastighet passar bättre för ubåtsjakt än attack- och enhetsflygplan och har dessutom bättre räckvidd. Strategiska bombflygplan kan bära flera ton kärnvapen och agerar huvudsakligen hot och politisk försäkring i modern tid. Strategiska bombflygplan har dock använts i strid på mindre skala i modern tid, såsom exempelvis Northrop Grumman B-2 Spirit som har använts bland annat under Kosovokriget och Iran–Israel-kriget.

## Bombsikten
Det finns flera sätt att sikta med bomber då de generellt är frifallande. Ett exempel på att sikta med bomber är störtbombning, vilket innebär att planet dyker mot sitt mål i en skarp vinkel och använder planet som sikte, varav bomberna släpps under dykningen strax före stigning. Annars brukar bombflygplan ha ett bombsikte som genom olika metoder och data, såsom planets attackvinkel, höjd och vindmotstånd med mera, visar bombens potentiella projektilbana och avger denna information till flygplanets spanare som sedan fäller bomben eller bomberna med olika medel.
Det finns även automatiska bombsikten som det svenska bombsiktet BT9 som räknar ut när det är optimalt att släppa bomben för bäst träff och släpper bomben automatiskt genom grundläggande data som piloten angett i förväg, som avstånd, attackvinkel och höjd. I modern tid har klassiska bombsikten ersatts av bland annat kameror, lasrar och datorer vilka brukas ihop med precisionsstyrda bomber.

## Typer av bombflygplan
Det finns flera olika typer av bombflygplan som skiljer sig i allt från bombkapacitet till attackmetod.

### Fällningsvinkel

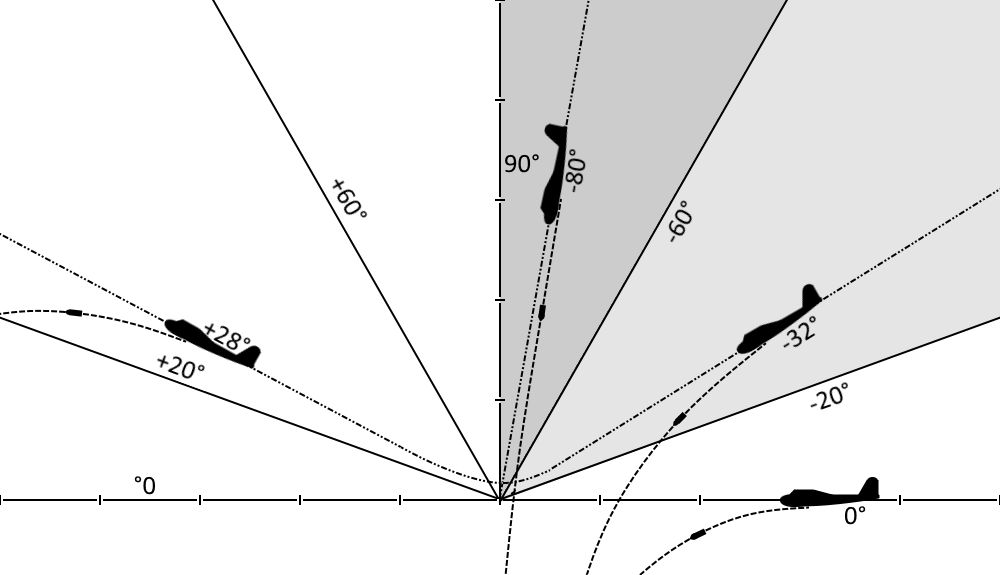
Olika bombfällningsvinklar:
Mörkgrått visar störtbombning.
Ljusgrott visar dykbombning.
Vitt visar planbombning till höger och kastbombning till vänster.

I Sverige under andra världskriget särskilde man bombflygplan enligt tre huvudsakliga typer efter fällningsvinkel:
- Störtbombplan, bombplan ämnade att bomba i störtflykt när planets anfallsvinkel ligger mellan -60° till -90° (lodrätt) från det normala 0° (vågrätt) där hela planet används som sikte.[3]
- Dykbombplan, bombplan ämnade att bomba i dykflykt när planets anfallsvinkel ligger mellan -20° till -60° från det normala 0° (vågrätt) genom ett specialkonstruerat dykbombsikte.[3]
- Höjdbombplan, bombplan ämnade att bomba i planflykt (oftast på hög höjd) när planets anfallsvinkel ligger mellan -20° till +20° från det normala 0° (vågrätt) genom ett specialkonstruerat höjdbombsikte.[4]

### Lastförmåga
Andra länder som var involverade i bombplansutveckling under andra världskriget särskilde bombplan generellt baserat på deras lastförmåga. Exempelvis:
- Lätt bombplan, bombplan med en lätt bomblast, generellt under 500 kg.[5]
- Medeltungt bombplan, bombplan med en medeltung bomblast, generellt mellan 500 och 2000 kg.[6]
- Tungt bombplan, bombplan med en tung bomblast, generellt över 2000 kg.[7]

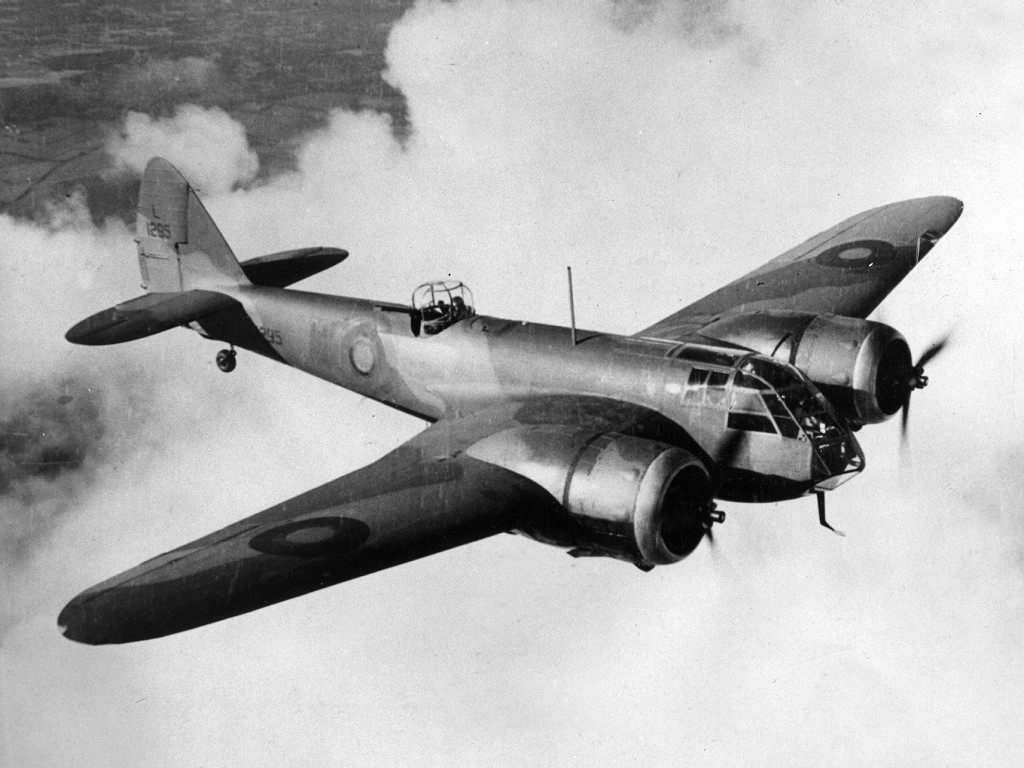
Lätt bombplan typ Bristol Blenheim.
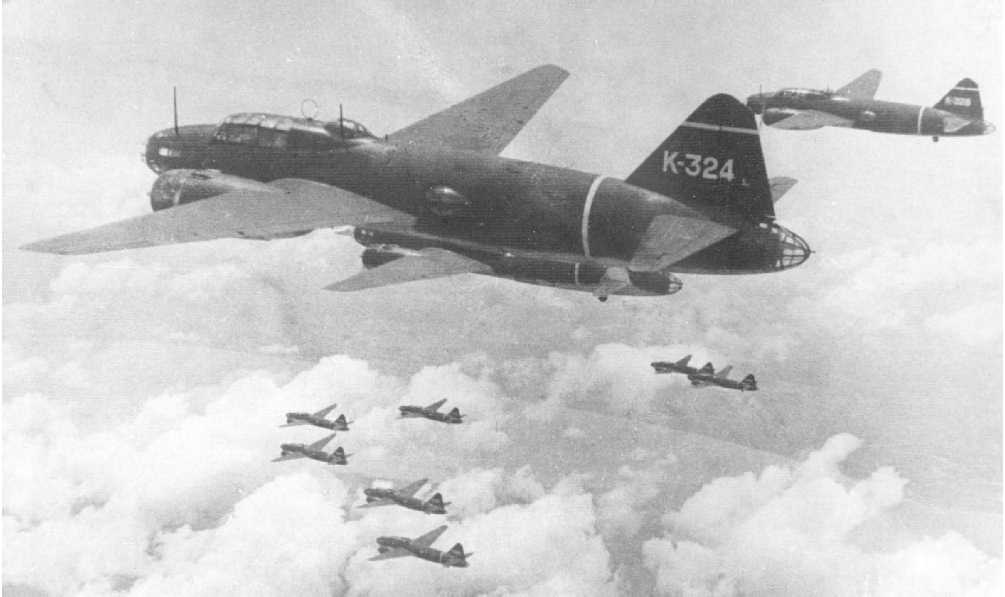
Medeltungt bombplan typ Mitsubishi G4M.
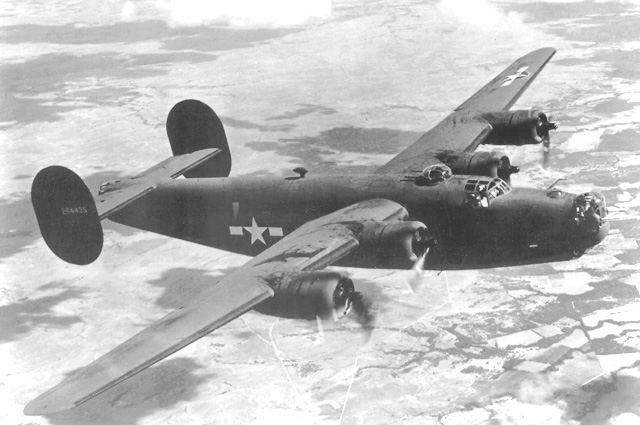
Tungt bombplan typ Consolidated B-24 Liberator.

### Uppdrag
Utöver typer efter lastförmåga finns det bombplantyper efter specialiserad nisch och uppdrag som terminologiskt till stor del används än idag. Exempeltyper i alfabetisk ordning nedan:
- Havsövervakningsplan, bombplan konstruerade för att spana och patrullera över hav och kust, ämnade för bland annat ubåtsjakt.[8]
- Höghöjdsbombplan, bombplan ämnade för bombning på mycket hög höjd. Ofta ämnade som strategiskt bombplan.
- Nattbombplan, bombplan ämnade för bombning på natten.[9]
- Smygbombplan, bombplan utformade med smygteknik för att inte synas på radar.
- Snabbflygande bombplan, bombplan konstruerade för att kunna åka ifrån inkommande jaktflygplan.[10][11] Ofta ämnade som taktiska bombplan.
- Strategiskt bombplan, ett bombplan med lång räckvidd avsedd att släppa bomber över ett större område av strategiskt värde (fabriker, förråd, städer, etc som ger påverkan i längden).[12]
- Störtbombplan, bombplan ämnade att släppa bomber i en dykning. De är ofta försedda med specialiserade sikten och bombgafflar för att fullfölja denna attackmetod.
- Taktiskt bombplan, bombplan avsedda att slå till mot taktiska mål (specifika mindre mål av värde för stunden) med bra träfförmåga.
- Torpedbombflygplan, bombplan avsedda att släppa flygtorpder.

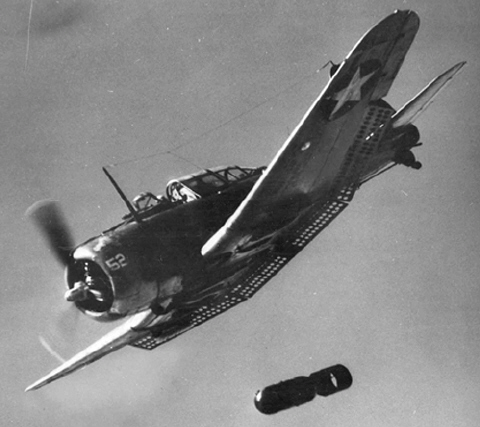
Störtbombplan typ Douglas SBD Dauntless.
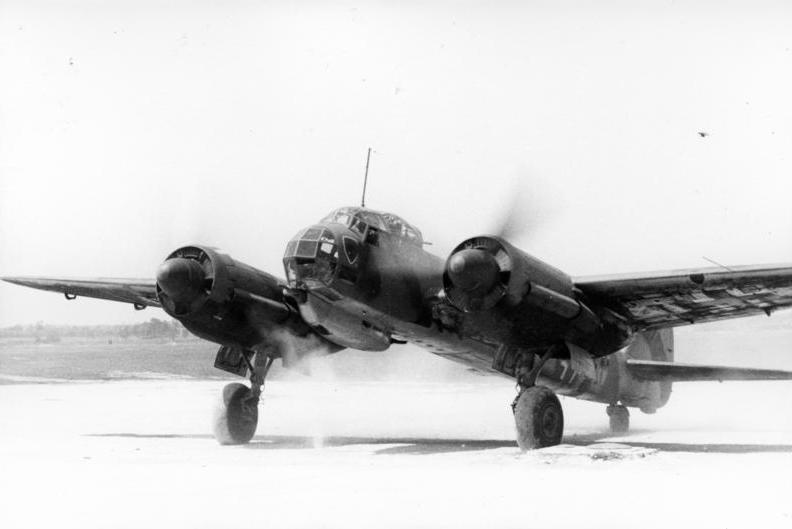
Snabbflygande bombplan typ Junkers Ju 88.
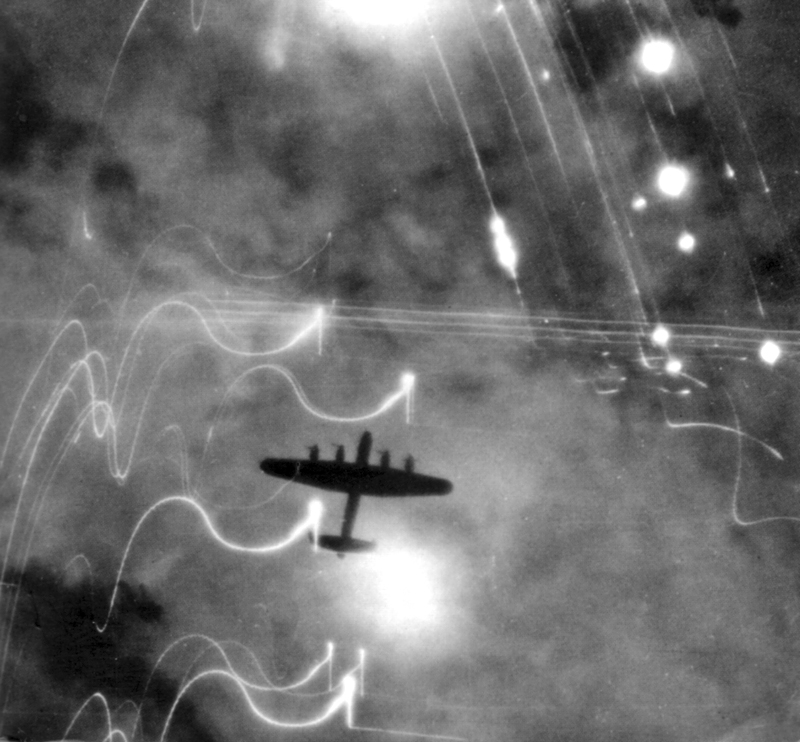
Nattbombplan typ Avro Lancaster.
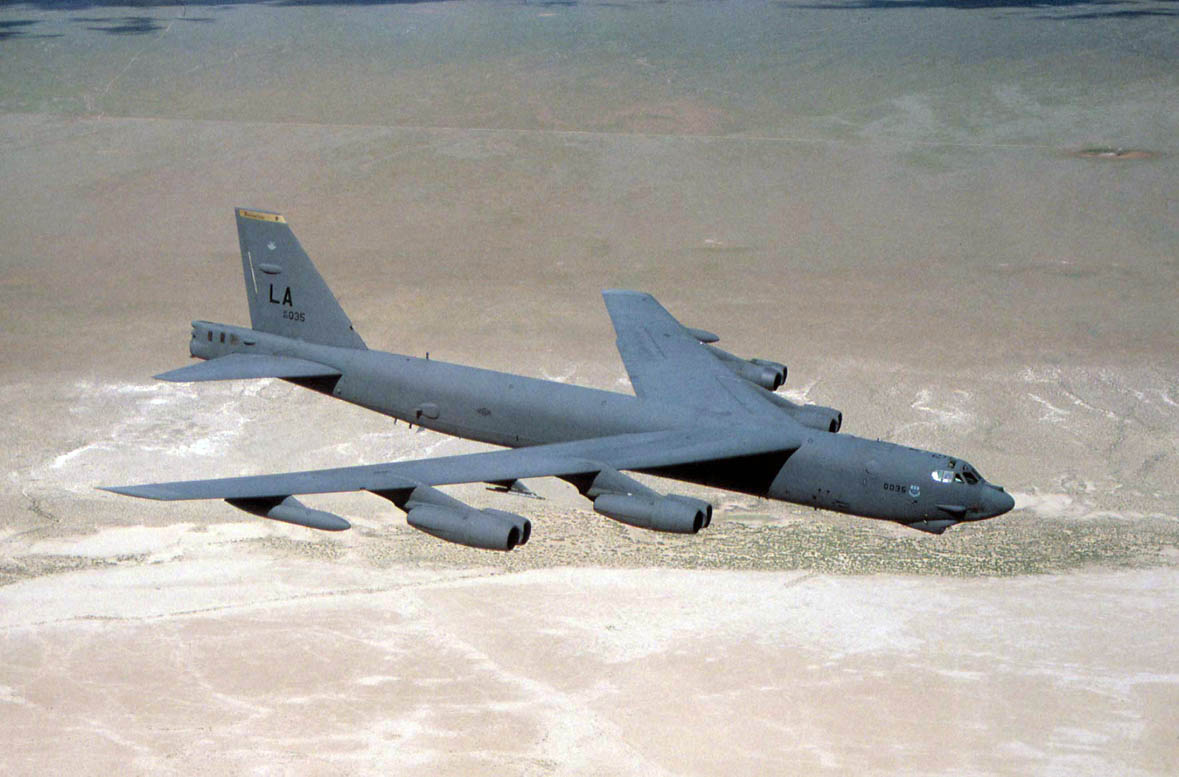
Strategiskt bombplan typ Boeing B-52 Stratofortress.
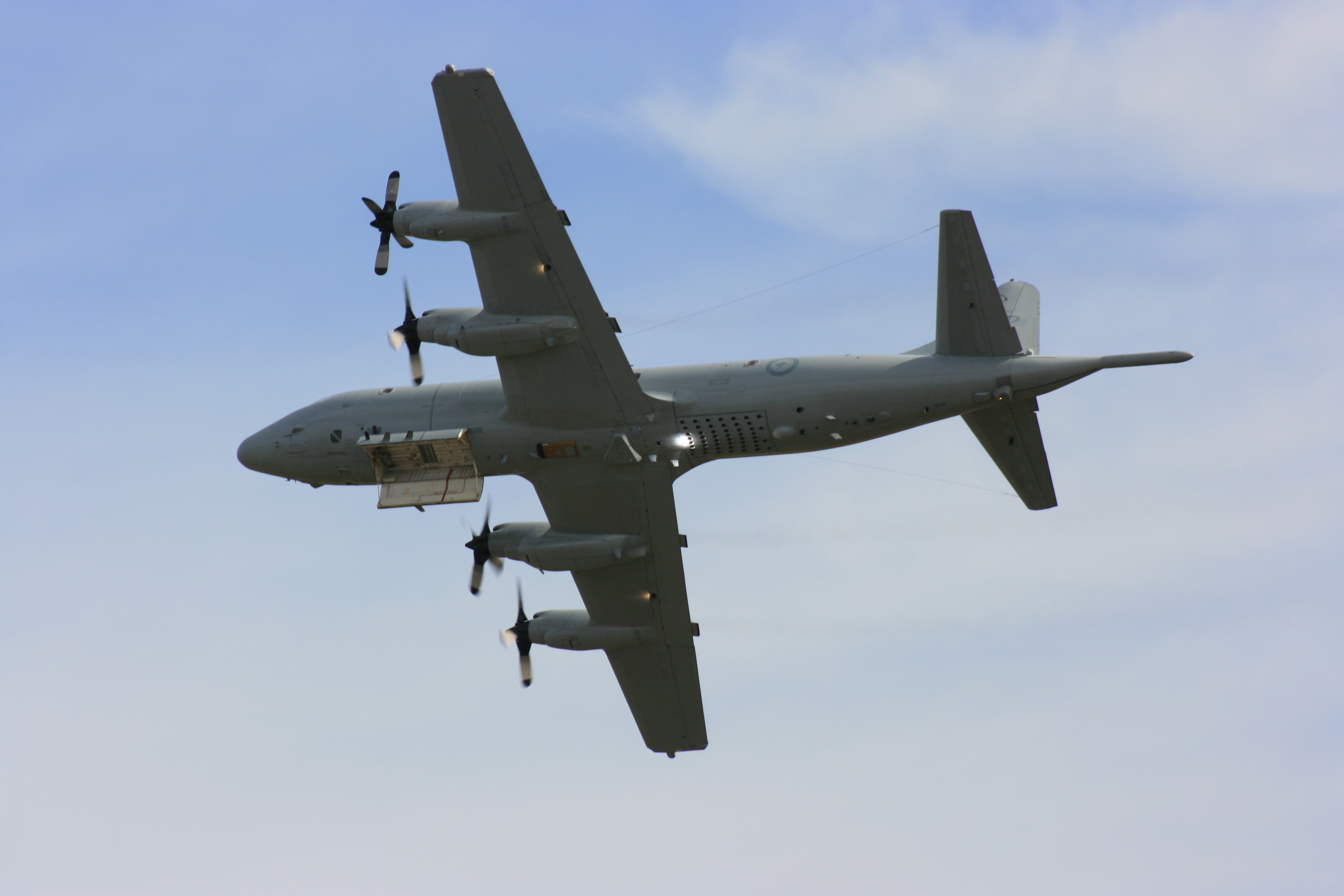
Havsövervakningsplan Lockheed P-3 Orion.
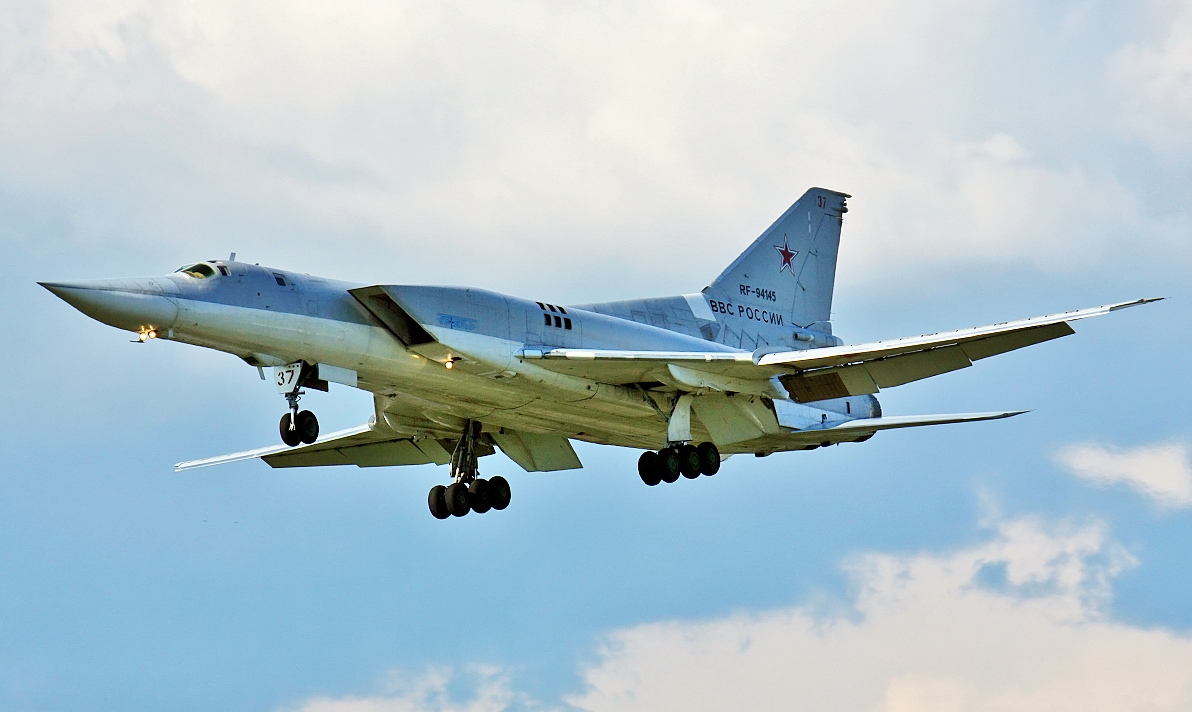
Strategiskt bombplan typ Tupolev Tu-22M.

## Historia

### Bruk i Sverige
Sverige har använt en hel del olika bombplan genom historien med några kända exempel som Saab 17 och Saab 18. Sedan 1950-talet har inget bombplan använts i Sverige, då typen effektivt ersattes av attackflygplan som A 29B och A 32A som passade bättre för svenska förhållanden.
Saab 17 har använts i utländsk tjänstgöring i Etiopien fram till 1968. Saab 18 har tagits ur bruk i Sverige.
En Avro Lancaster tjänstgjorde även i Sverige under namnet Tp 80, alltså som transportplan och utan beväpning. Denna användes för att testa reaktionsmotorer som fästes på buken av planet.

## Kända bombplan
(ej omfattande lista)

### Andra världskriget
- Avro Lancaster
- Boeing B-17 Flying Fortress
- Consolidated B-24 Liberator

### Kalla kriget
- Boeing B-52 Stratofortress

### Modern tid
- B-2 Spirit